# Adolf von Neuenahr

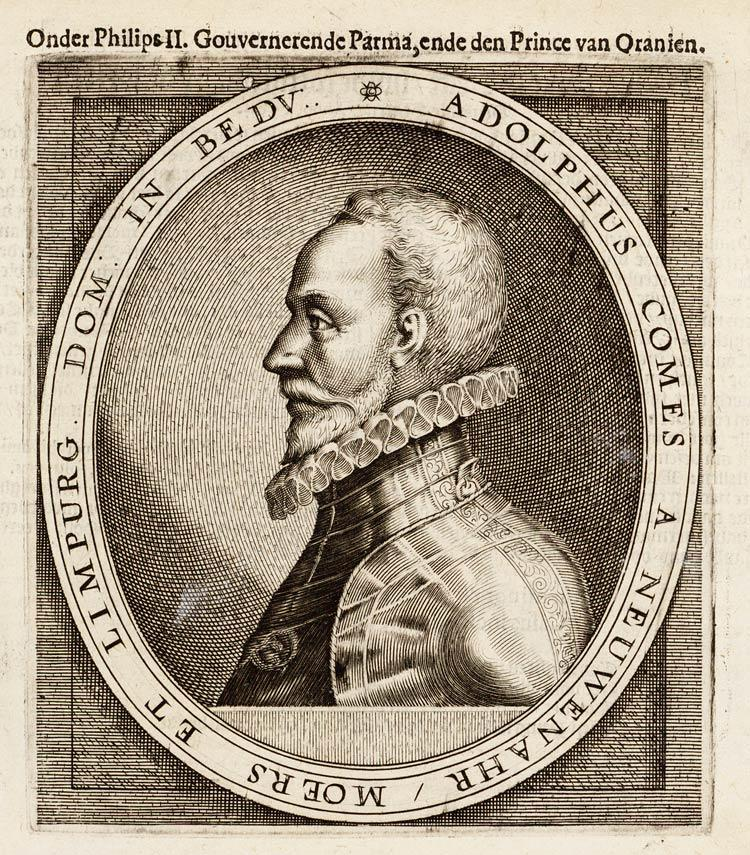
Adolf von Neuenahr

Adolf von Neuenahr (niederländisch Adolf van Nieuwenaar) (* um 1545; † Oktober 1589 in Arnheim), durch Erbe Kölner Erbvogt und regierender Graf von Limburg und Moers, war militärischer Befehlshaber und niederländischer Statthalter.

## Leben
Adolf kam um das Jahr 1545 als einziger Sohn des Grafen Gumprecht II. (IV.) von Neuenahr-Alpen (* um 1503; † 21. Mai 1556) und dessen dritten Ehefrau Amöna von Daun (* um 1520; † um 1582) einer Tochter von Wirich V. von Daun-Falkenstein zur Welt. Sein Taufpate war der Kölner Erzbischof Adolf III.
| Vorfahren des Adolf Graf von Neuenahr und Limburg                                                                    | Vorfahren des Adolf Graf von Neuenahr und Limburg | Vorfahren des Adolf Graf von Neuenahr und Limburg | Vorfahren des Adolf Graf von Neuenahr und Limburg | Vorfahren des Adolf Graf von Neuenahr und Limburg | Vorfahren des Adolf Graf von Neuenahr und Limburg | Vorfahren des Adolf Graf von Neuenahr und Limburg |
| --- | --- | --- | --- | --- | ------------------------------------------------- | ------------------------------------------------- |
| Urgroßeltern | Friedrich Graf von Neuenahr (nach 1417–1468), Herr von Roesberg und Alpen ⚭ 1461 Eva (um 1420–nach 1483), 1446 Herrin von Linnep und Helpenstein | Wilhelm Graf von und zu Wertheim (1421–1482), Herr von Breuberg ⚭ 1448 Agnes Gräfin von Isenburg-Büdingen (um 1424–nach 1497) | Melchior Graf von Daun (1445–1517), Herr von Oberstein und Bretzenheim ⚭ 1470 Margareta Gräfin von Virneburg, Herrin von Falkenstein | Sebastian I. Graf von Sayn (1464–1498), Herr von Homburg ⚭ 1482 Maria Gräfin von Limburg (vor 1470–nach 1525) |                                                   |                                                   |
| Großeltern | Gumprecht I. (III.) Graf von Neuenahr (nach 1461–1504), Herr von Alpen, Linnep und Helpenstein ⚭ um 1500 Amalia Gräfin von Wertheim (* um 1462–um 1532) | Gumprecht I. (III.) Graf von Neuenahr (nach 1461–1504), Herr von Alpen, Linnep und Helpenstein ⚭ um 1500 Amalia Gräfin von Wertheim (* um 1462–um 1532) | Wirich V. Graf von Daun (um 1473–1546), Herr (seit 1518 Graf) von Falkenstein und Oberstein, 1508 Mitgraf von Limburg, Herr von Broich, Bürgel und Hackenbroich ⚭ 1505 Irmgard Gräfin von Sayn (1482–1551), adoptiert von ihrem Onkel Johann Mitgraf von Limburg (um 1464–1511), Herr von Broich, Bürgel und Hackenbroich | Wirich V. Graf von Daun (um 1473–1546), Herr (seit 1518 Graf) von Falkenstein und Oberstein, 1508 Mitgraf von Limburg, Herr von Broich, Bürgel und Hackenbroich ⚭ 1505 Irmgard Gräfin von Sayn (1482–1551), adoptiert von ihrem Onkel Johann Mitgraf von Limburg (um 1464–1511), Herr von Broich, Bürgel und Hackenbroich |                                                   |                                                   |
| Eltern | Gumprecht II. (IV.) Graf von Neuenahr (um 1503–1556), Herr von Alpen, Linnep und Helpenstein, 1543 Mitgraf von Limburg, Herr von Hackenbroich ⚭ 1542 Amöna (Amelia) Gräfin von Daun und Falkenstein (* um 1520–1582), Mitgrafin von Limburg, Herrin von Hackenbroich | Gumprecht II. (IV.) Graf von Neuenahr (um 1503–1556), Herr von Alpen, Linnep und Helpenstein, 1543 Mitgraf von Limburg, Herr von Hackenbroich ⚭ 1542 Amöna (Amelia) Gräfin von Daun und Falkenstein (* um 1520–1582), Mitgrafin von Limburg, Herrin von Hackenbroich | Gumprecht II. (IV.) Graf von Neuenahr (um 1503–1556), Herr von Alpen, Linnep und Helpenstein, 1543 Mitgraf von Limburg, Herr von Hackenbroich ⚭ 1542 Amöna (Amelia) Gräfin von Daun und Falkenstein (* um 1520–1582), Mitgrafin von Limburg, Herrin von Hackenbroich                                                      | Gumprecht II. (IV.) Graf von Neuenahr (um 1503–1556), Herr von Alpen, Linnep und Helpenstein, 1543 Mitgraf von Limburg, Herr von Hackenbroich ⚭ 1542 Amöna (Amelia) Gräfin von Daun und Falkenstein (* um 1520–1582), Mitgrafin von Limburg, Herrin von Hackenbroich                                                      |                                                   |                                                   |
| Adolf Graf von Neuenahr und Mitgraf von Limburg, Herr von Alpen, Linnep, Helpenstein und Hackenbroich (um 1545–1589) | | | | |                                                   |                                                   |

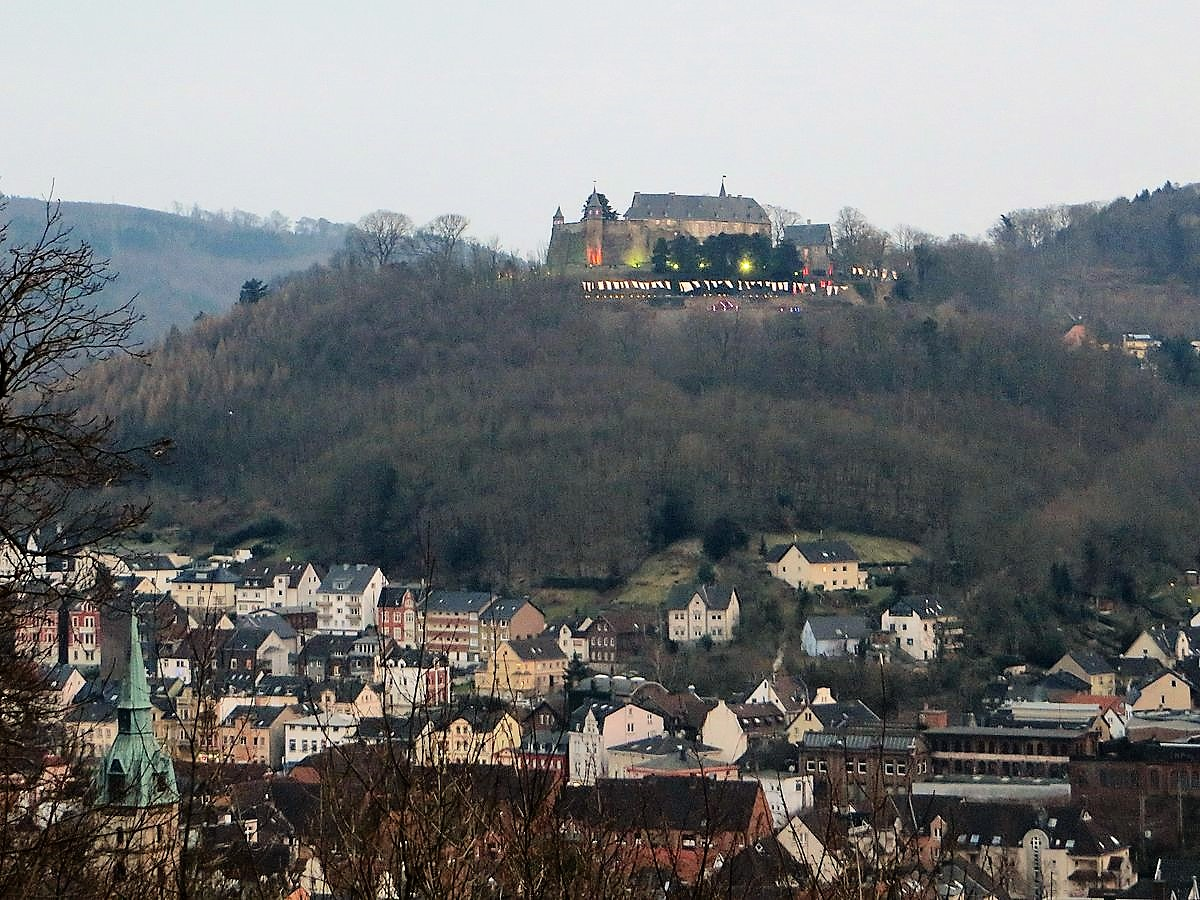
Schloss Hohenlimburg

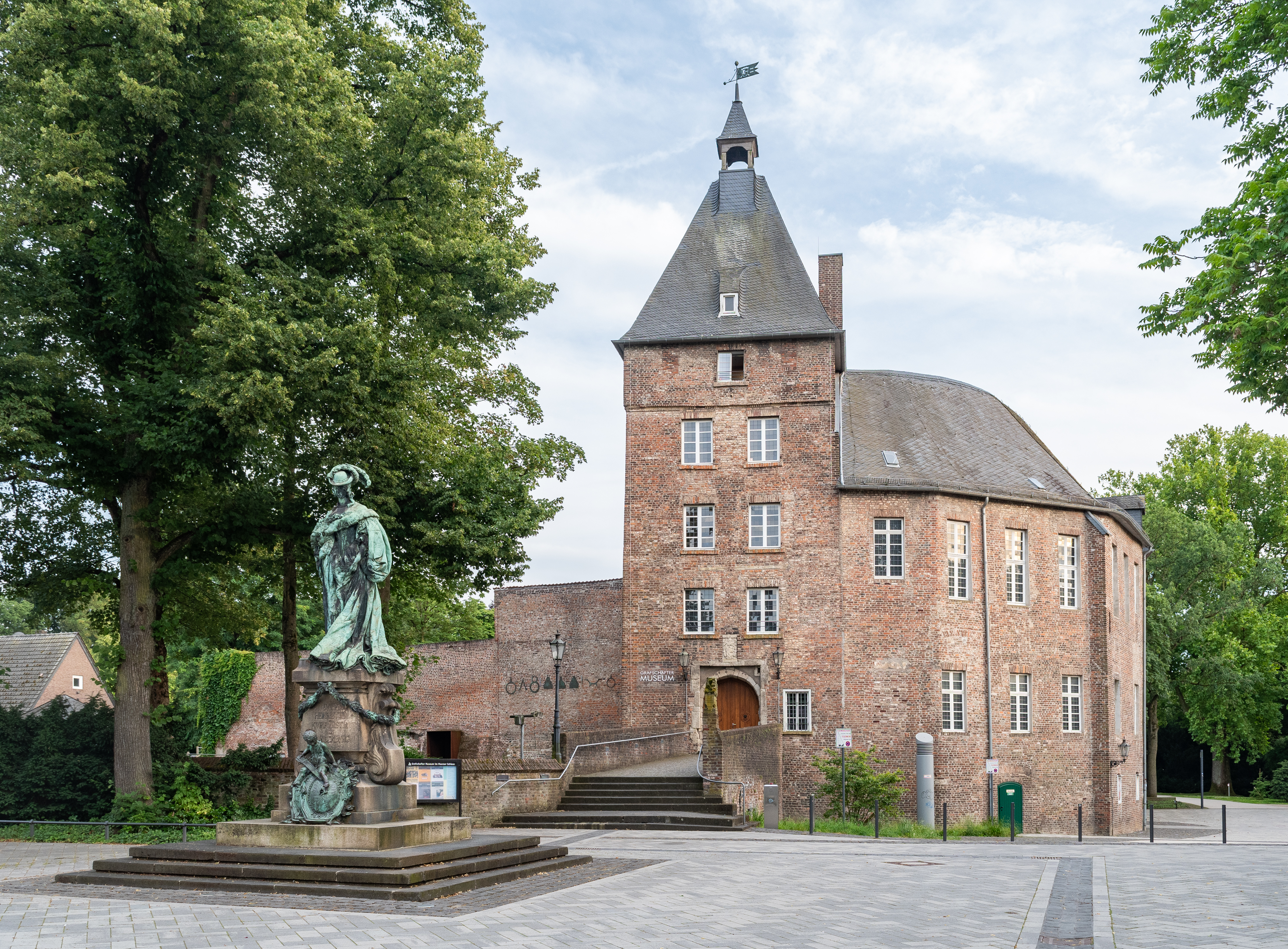
Schloss Moers

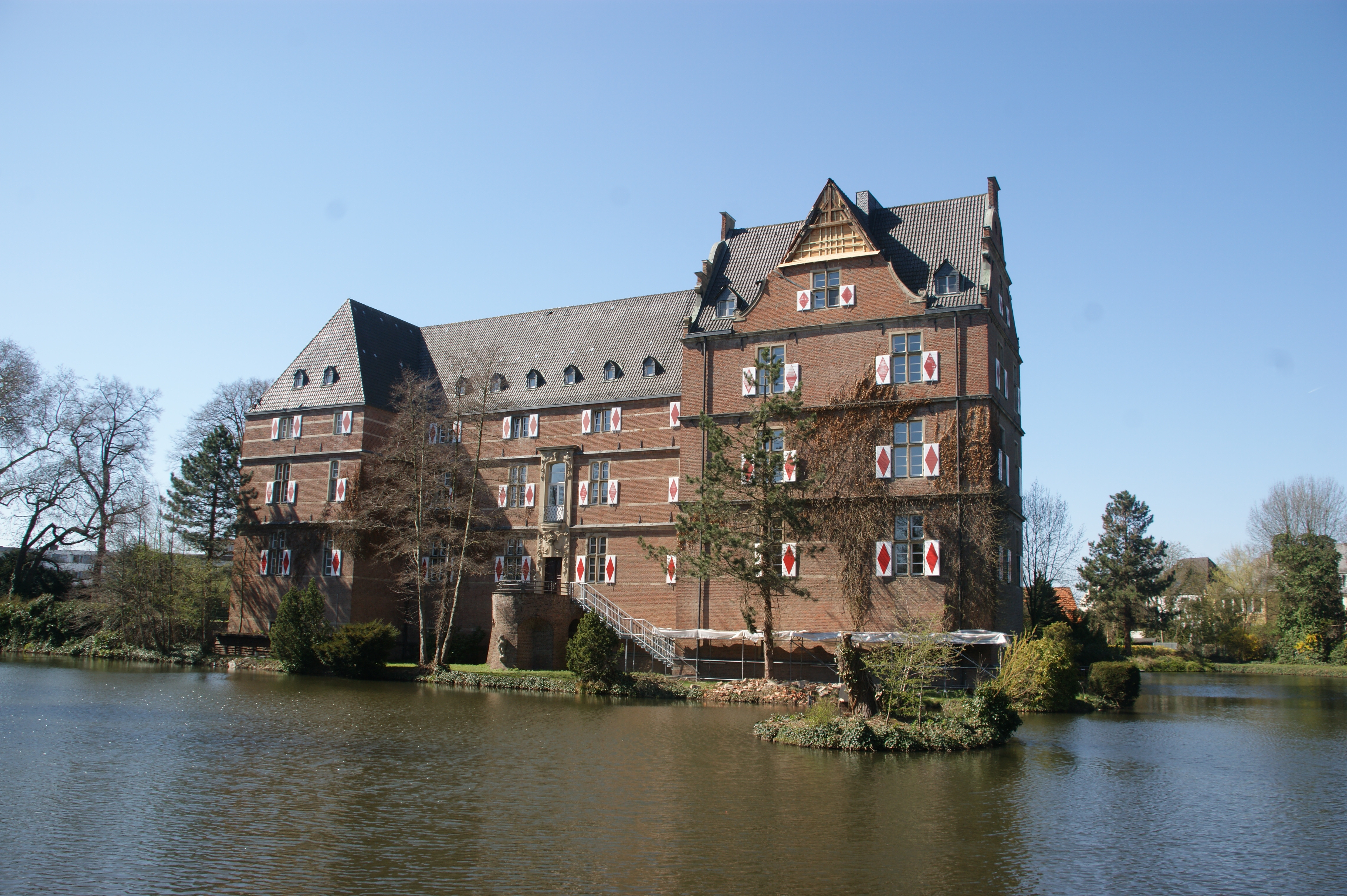
Schloss Bedburg

Nach dem Tod des Vaters im Jahr 1556 erbte Adolf die Hälfte der Grafschaft Limburg, Alpen, Helpenstein, Schloss Linnep, Hackenbroich sowie die Kölner Erbvogtei. Er und seine Schwestern Amalia und Magdalena wurden am Moerser Schloss, dem Hof ihres Vormunds und Onkels, des reformationsgeschichtlich bedeutenden Grafen Hermann von Neuenahr und Moers (1520–1578), erzogen.
Ab dem Jahr 1570 mit Erklärung der Volljährigkeit trat Adolf nun allein als Regent in Erscheinung und am 20. November 1575 wurde er schließlich von Herzog Wilhelm V. von Jülich-Kleve-Berg förmlich mit Schloss Hohenlimburg und dem Hof Beckhausen belehnt. Im selben Jahr heiratete Adolf seine rund zwanzig Jahre ältere Nichte 3. Grades Anna Walburga von Neuenahr (1522–1600), Witwe des hingerichteten Grafen Philippe II. de Montmorency-Nivelle. Auf Grund des Erbrechts seiner Ehefrau nach dem Tod ihres Bruders Hermann am 4. Dezember 1578 kam Adolf in Besitz der Grafschaft Moers, Bedburg, Garsdorf und Schloss Rösberg.
Beim Ausbruch des Kölner Kriegs im Jahr 1583, der durch die Heirat des Kölner Erzbischofs Gebhard I. von Waldburg und seiner Weigerung auf das Erzbistum zu verzichten, ausgelöst worden war, stand Adolf auf seiner Seite. In den Jahren seit 1579 oder 1580 hatte Gebhard seine Geliebte und spätere Ehefrau, die protestantische Stiftsdame im Stift Gerresheim, Gräfin Agnes von Mansfeld, regelmäßig auf Adolfs Schloss Moers getroffen. 
Nach der Inhaftierung von Wilhelm IV. von Bergh ’s-Heerenberg im November 1583, dem Schwager des Prinzen Wilhelm von Oranien, der aber ein Doppelspiel mit der spanischen Seite betrieben hatte, wurde Graf Adolf dessen Posten Anfang 1584 als Statthalter der unabhängigen Niederlande in Gelderland übertragen.
Schon im Jahr 1584 wurden seine Besitzungen Moers, Bedburg und Hackenbroich durch Truppen des neuen Erzbischofs Ernst von Bayern erobert und besetzt – das Lehen wurde entzogen. Nach mehrwöchiger Belagerung fiel auch Schloss Hohenlimburg. Im selben Jahr bekam Adolf zusammen mit Joost de Soete von den Generalstaaten den Auftrag, Teile von Twente niederzubrennen, um den Vormarsch der Spanier zu bremsen. Nach der Ermordung von Wilhelm von Oranien am 10. Juli 1584 wurde Adolf als Statthalter in Arnheim der Provinz Overijssel eingesetzt.
Am 23. Juni 1585 erlebte Adolf zusammen mit Joost de Soete und Martin Schenk von Nideggen ihre Niederlage gegen die Spanier unter Führung von Johann Baptista von Taxis bei der Schlacht bei Amerongen. Da Soete in Gefangenschaft geriet, übernahm Adolf von Neuenahr dessen Posten als Statthalter von Utrecht. Als Oberbefehlshaber der Truppen eroberte er im Februar 1586 die Stadt Neuss und zerstörte eine Reihe kleinerer Burgen und befestigter Höfe im Neusser Umland. Am 26. Juli wurde Neuss jedoch von spanischen Truppen, die unter dem Kommando Alessandro Farneses standen, zurückerobert. Auf dem Rückzug zerstörte Adolf das kurkölnische Kloster Kamp.
Im Oktober 1589 wurde Adolf in Arnheim bei der Prüfung einer selbst hergestellten Petarde durch eine Pulverexplosion getötet.
Graf Adolf war der Namensgeber für das Gymnasium Adolfinum in Moers.